# Premio Bauernfeld
El Premio Bauernfeld (en alemán: Bauernfeld-Preis) era un premio literario austriaco que fue otorgado entre 1894 y 1921 en memoria del escritor Eduard von Bauernfeld.

## Premiados
- 1899: Arthur Schnitzler[2]
- 1900: Marie Eugenie Delle Grazie
- 1902: Stephan von Millenkovich y Felix Dörmann
- 1903: Joseph Medelsky
- 1904: Marie Herzfeld y Wilhelm Hegeler
- 1905: Hermann Hesse[3]
- 1908: Karl Schönherr
- 1910: Fritz Stüber-Gunther
- 1911: Erwin Guido Kolbenheyer
- 1914: Max Mell
- 1917: Wladimir Freiherr von Hartlieb
- 1918: Ernst Lothar
- 1919: Paul Wertheimer
- 1920: Victor Fleischer
- 1921: Robert Hohlbaum y Franz Nabl
- Frank Wedekind
- Joseph Roth